# Colobometra perspinosa
Colobometra perspinosa · Comatule noire
Espèce
Colobometra perspinosa, communément nommé Comatule noire, est une espèce d'échinodermes de la famille des Colobometridae.

## Description
Son diamètre maximal est de 30 cm pour dix bras maximum, longs, très larges et d'aspect plumeux. Sa coloration habituelle est noire toutefois certains spécimens peuvent être noirs et blancs et plus rarement être d'aspect brun doré (« var. vepretum »). Le tegmen peut être blanc ou jaunâtre.
Les cirrhes portent 35-65 segments, la P2 est à peine plus longue que la P1 (ce qui la distingue du genre Oligometra). 

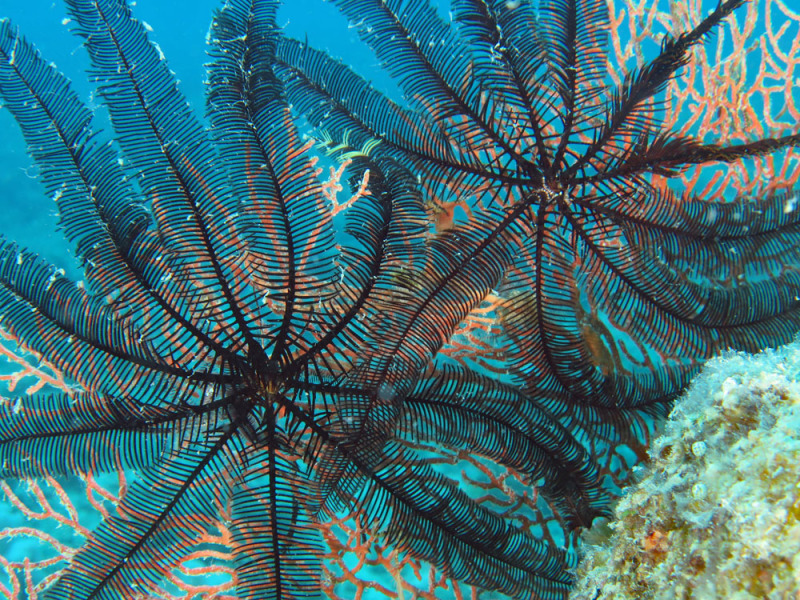
Deux spécimens dans leur environnement en Australie.
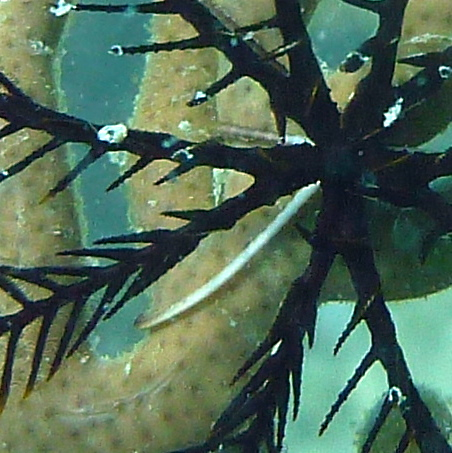
Gros-plan sur le disque central et les pinnules.
Spécimen séché.

## Habitat et répartition
La Comatule noire est présente dans les eaux tropicales de la zone centrale de la région Indo-Pacifique, notamment en Papouasie-Nouvelle-Guinée. On la rencontre à des profondeurs allant de 8 à 25 m. Cette comatule est souvent accrochée sur les gorgones exposées aux courants afin d'optimiser la capture de sa nourriture convoyée par le flot.